# Saint-Maurice-sur-Mortagne
Saint-Maurice-sur-Mortagne ist eine französische Gemeinde im Département Vosges in der Region Grand Est (bis 2015 Lothringen). Sie gehört zum Arrondissement Épinal und zum Kanton Charmes.

## Geografie
Saint-Maurice-sur-Mortagne liegt etwa 20 Kilometer östlich von Charmes und wird vom Fluss Mortagne durchquert.

## Geschichte
Schon zu gallo-römischer Zeit gab es hier Besiedlungen. 1867 wurde das Dorf Saint-Maurice in Saint-Maurice-sur-Mortagne umbenannt.

### Bevölkerungsentwicklung
| Jahr      | 1793 | 1896 | 1954 | 1982 | 1990 | 1999 | 2006 | 2017 |
| Einwohner | 193  | 229  | 202  | 143  | 163  | 163  | 178  | 181  |

## Sehenswürdigkeiten
- Kirche Saint-Maurice aus dem 19. Jahrhundert (Ölgemälde als Monument historique klassifiziert)

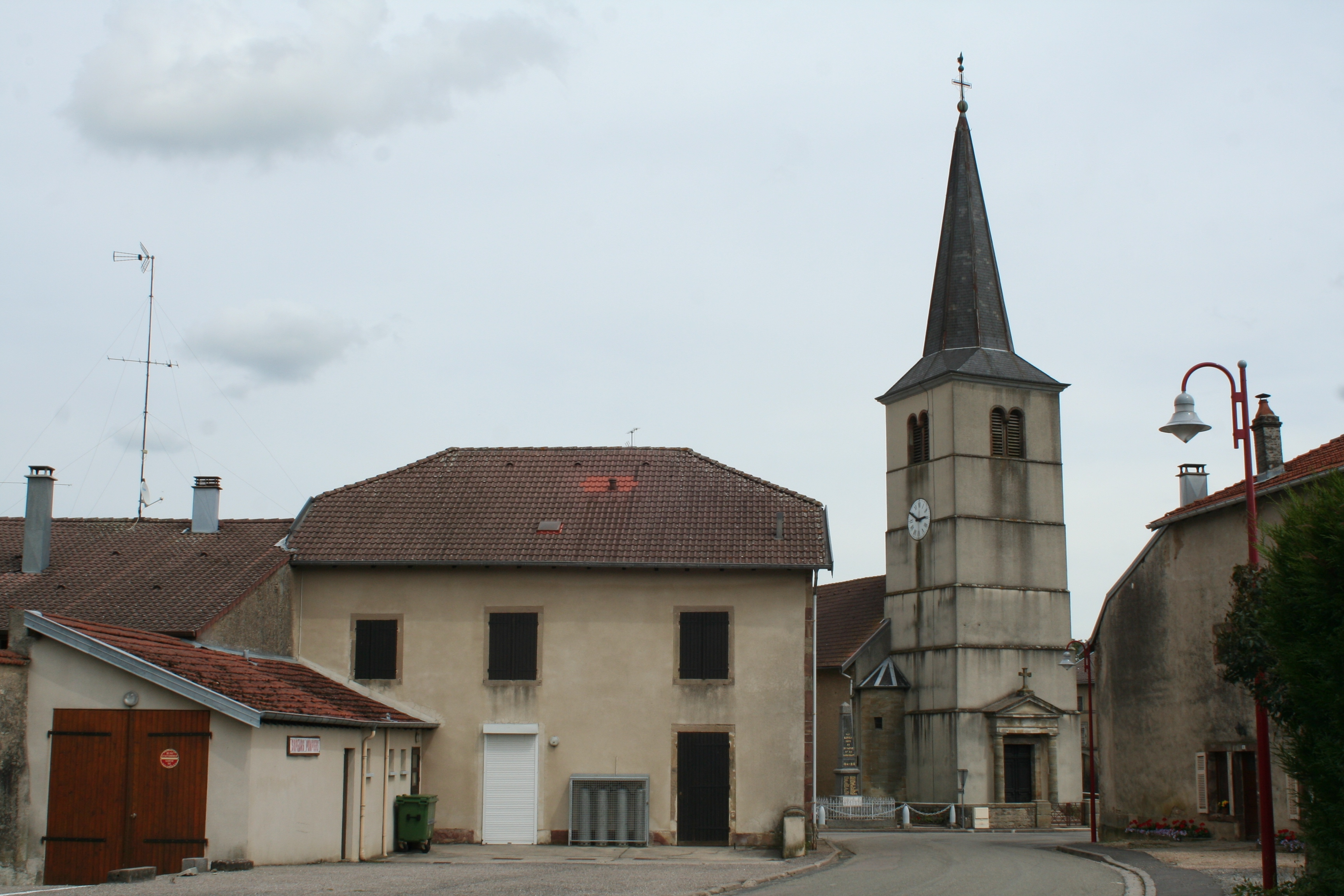
Kirche Saint-Maurice